# 知本自然教育中心

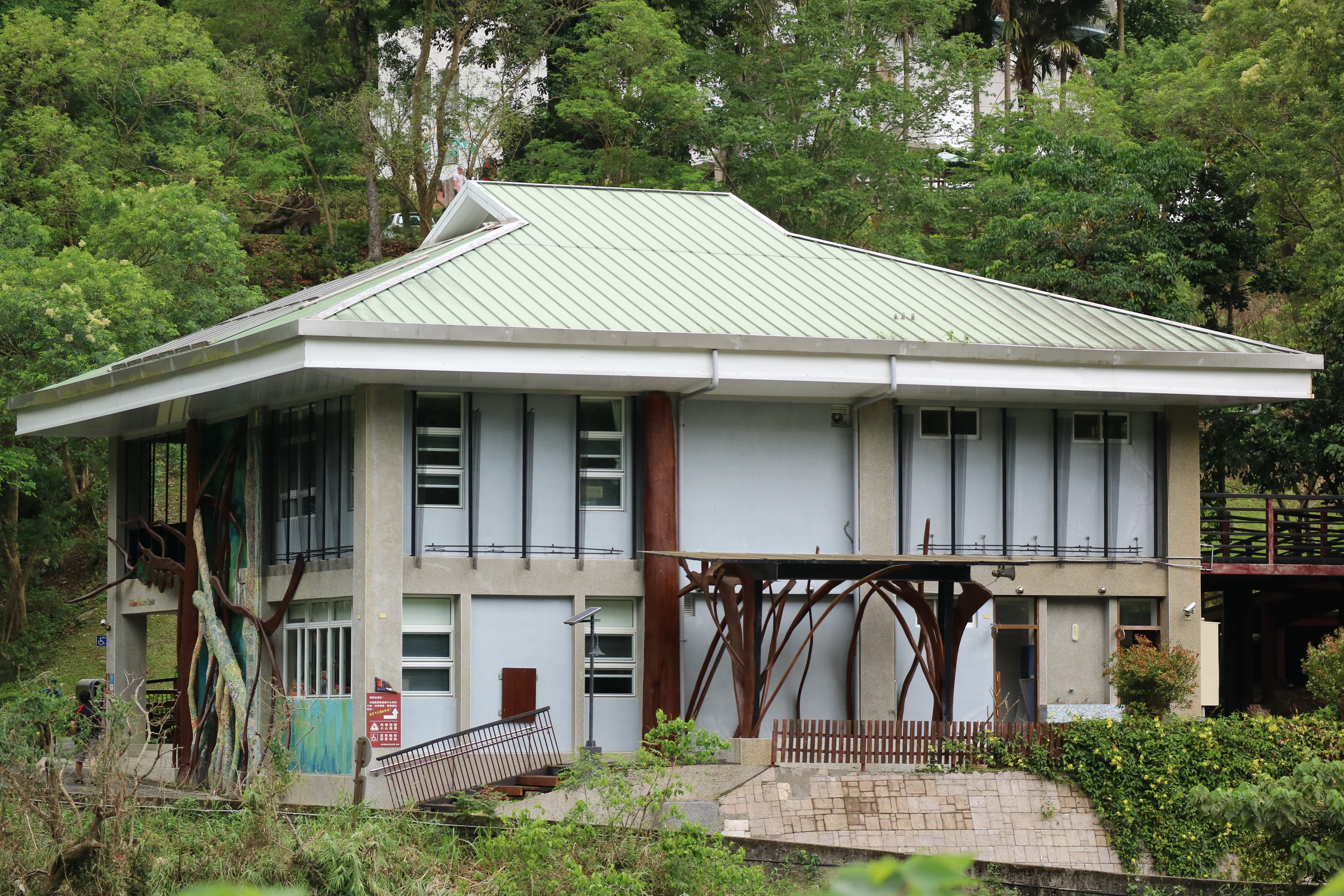
知本自然教育中心外觀

知本自然教育中心位於臺灣臺東縣卑南鄉知本國家森林遊樂區內，為中華民國農業部林業及自然保育署轄下的第七座自然教育中心，由臺東分署負責管理及營運。

## 沿革
林務局臺東林區管理處依據「林務局自然教育中心發展計畫」，進行知本自然教育中心之籌備工作，並於2009年6月27正式成立。初期中心教育設施劃分有環境教育設施區及森林育樂設施區，並隨每年自然環境教育推展狀況編列預算整修與更新教學設備，包含千根榕教學室、阿獴工作室，以及野營活動場地等後續整建之設施。
2012年5月知本自然教育中心獲得行政院環境保護署頒發之環境教育設施場所認證，成為臺東地區優質環境學習中心的先驅者，而中心內領有環境教育認證的員工共計七人，包含臺東林區管理處兩人、環境教育教師三人，以及國家森林志工兩人等。2014年起開始提供高中職到國中小完整12年級的戶外教育學習的課程與場域，並利用臺東林區管理處所出版之繪本刊物及紅外線相機監測動物資源調查、植物氣候調查、探索教育與科學教育等，做為環境教育課程模組之設計。2015年6月23日知本自然教育中心榮獲第三屆國家環境教育優等獎。
2019年2月21日知本自然教育中心營運屆滿第十年，並於當日舉辦十週年慶祝活動，以及木育球池、動物拼圖牆、森林遊戲彈珠檯、七巧板黑板等新增設施的啟用典禮，知本自然教育中心營運屆滿十年已累積3萬3千人次的深度環境教育服務量，更研發出近百套的自然教育課程。

## 地理環境
知本自然教育中心與知本國家森林遊樂區共用場域，園區海拔高度約在125至650公尺之間，總佔地面積約110公頃，年均溫約攝氏22度，屬於季節性乾旱亞熱帶雨林，園區內天然林區以榕樹為主，人造林區則有樟樹、臺灣光臘樹、大葉桃花心木等植栽為主，植物園區方面設有藥用植物園區、臺東原生植物，以及水生池等。
動物資源方面以哺乳類動物甚為豐富，包含山豬、山羌、水鹿、白鼻心，其中又以臺灣獼猴最容易觀察到，爬蟲類動物分部有斯文豪氏攀木蜥蜴、褐樹蛙等，蝴蝶種類計有154種，其中以鳳蝶、斑蝶，以及粉蝶等三種數量最多，空域鳥類則經常可觀察到大冠鷲盤旋，並且最特殊之處在於每逢秋天候鳥遷移季節，可觀測到赤腹鷹、灰面鷲與雀鷹集體遷移之景象。

## 中心設施

### 室內設施
遊客中心（森林生態教育展示室、多媒體播放室、會議室及教室）、千根榕教學室、阿獴工作室、木育球池、動物拼圖牆、森林遊戲彈珠檯，以及七巧板黑板。

### 戶外設施
野營場地、定向設施、天然溫泉泡腳池，以及環區步道四條等。

## 圖集

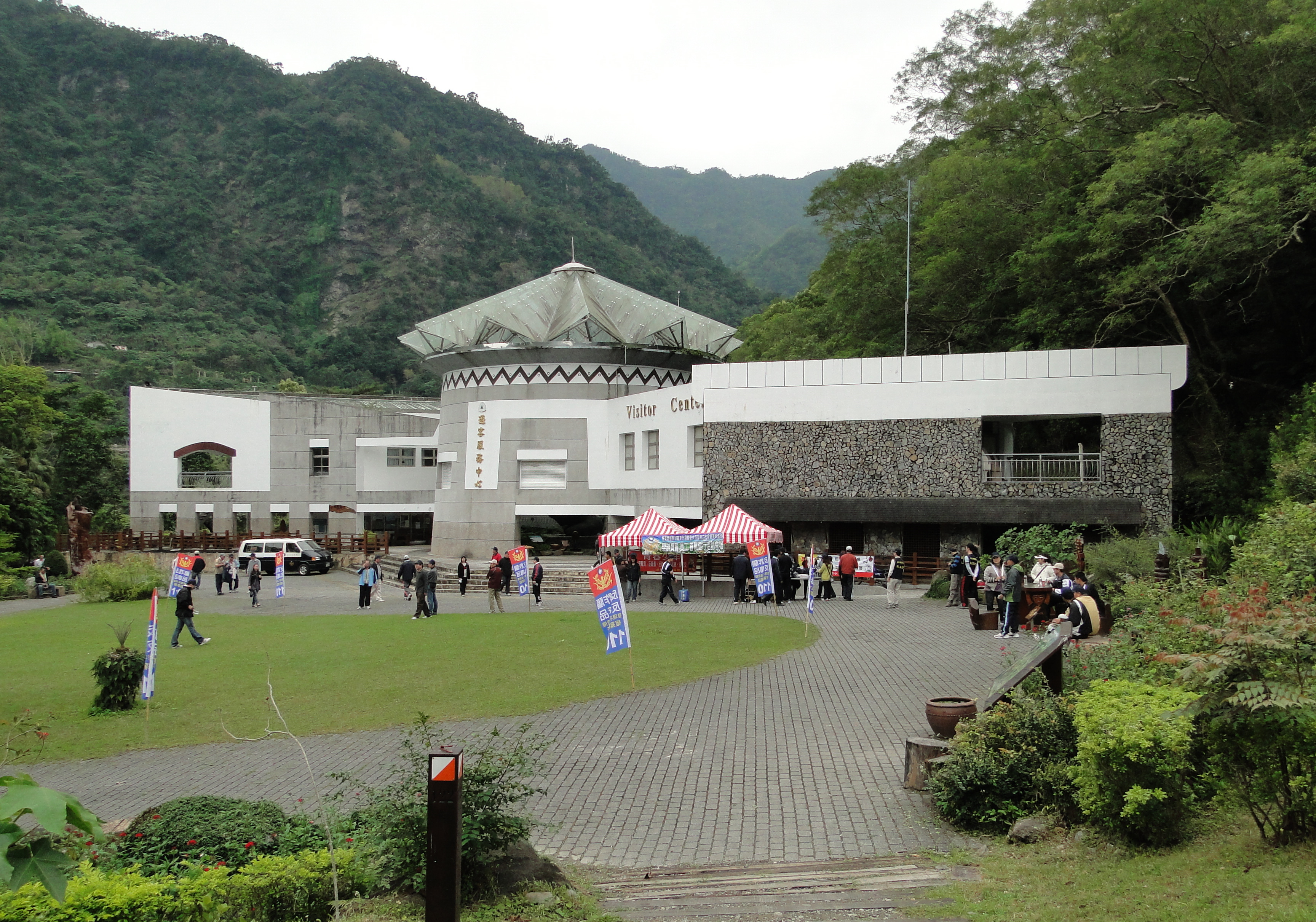
遊客服務中心
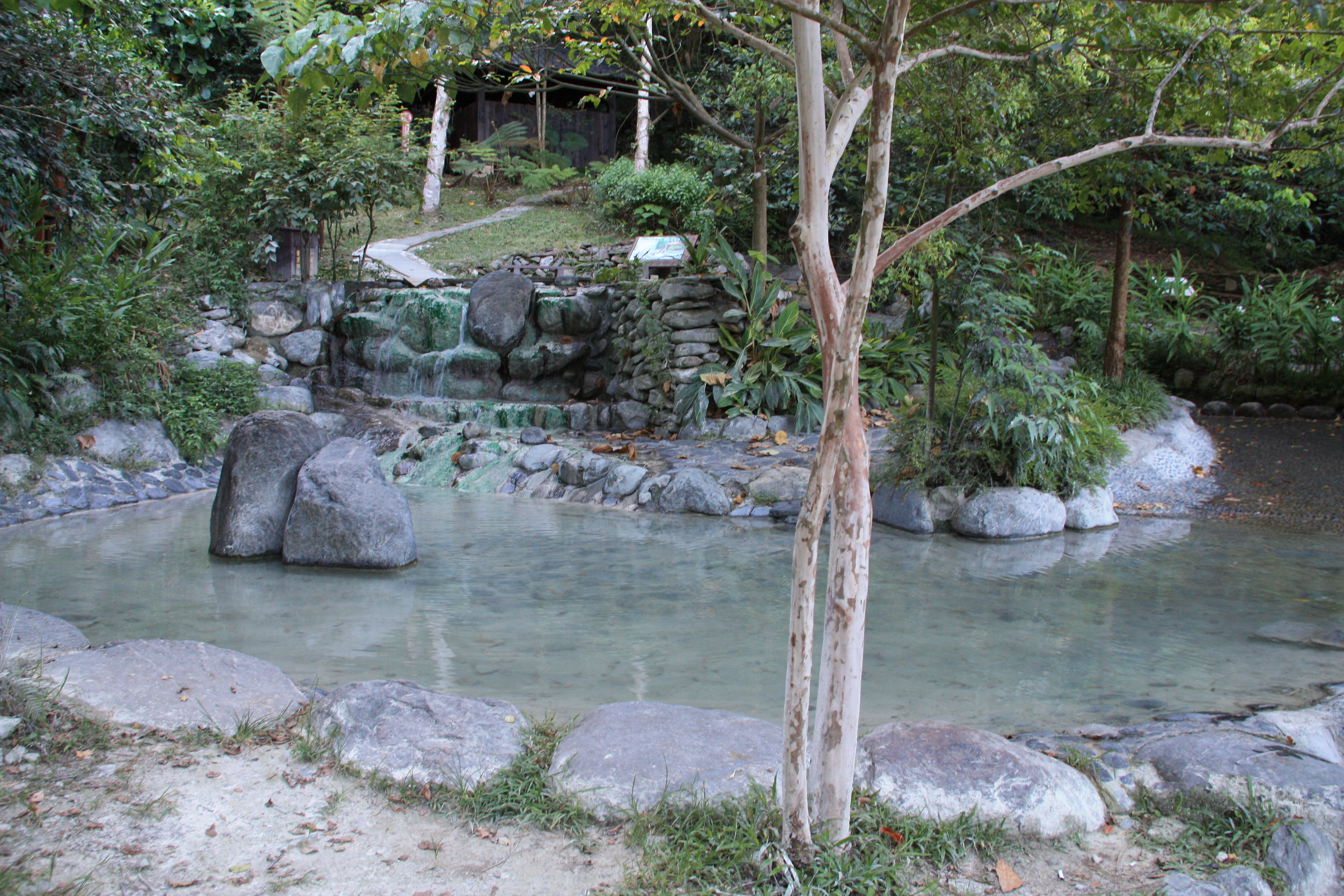
水生池
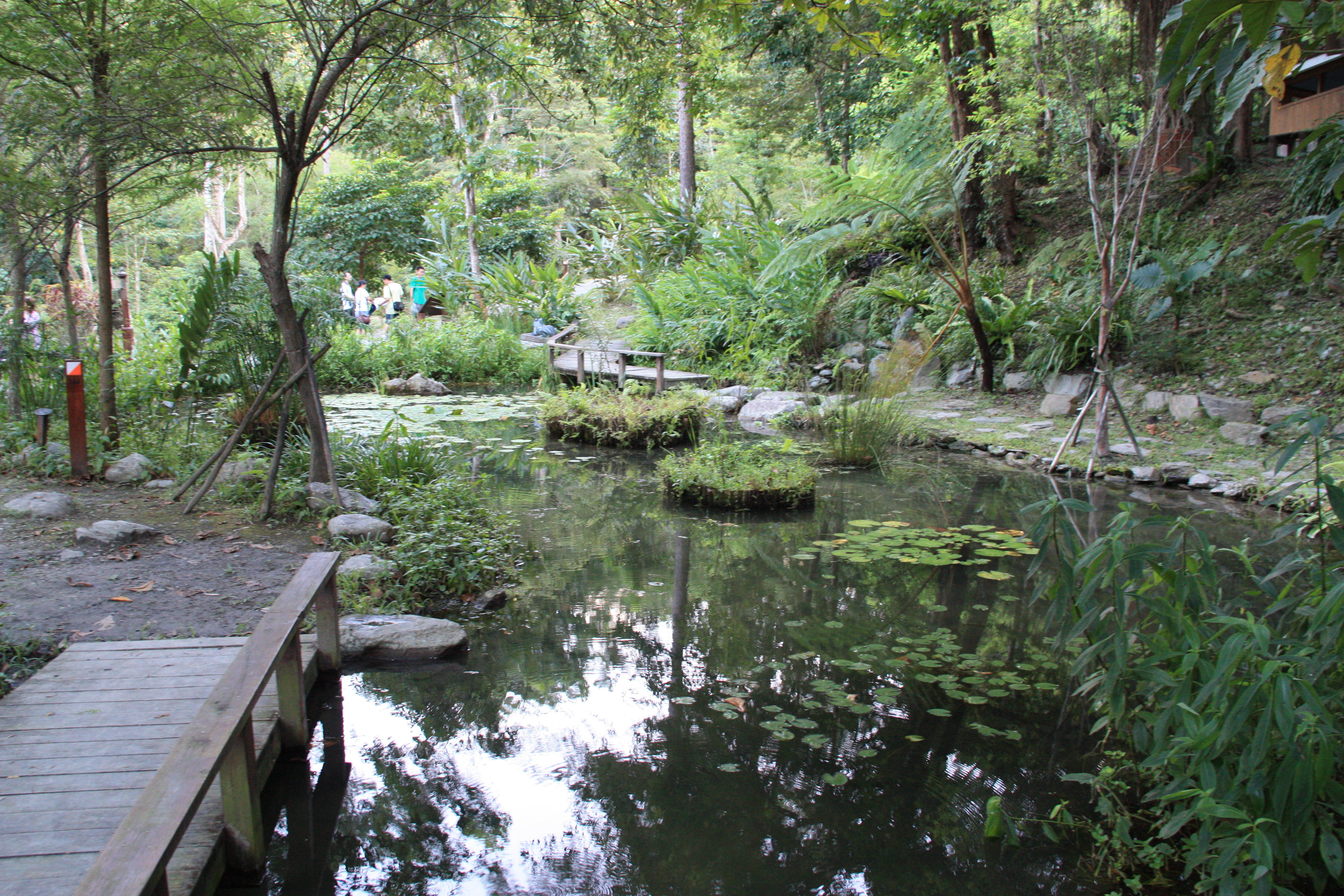
水生池
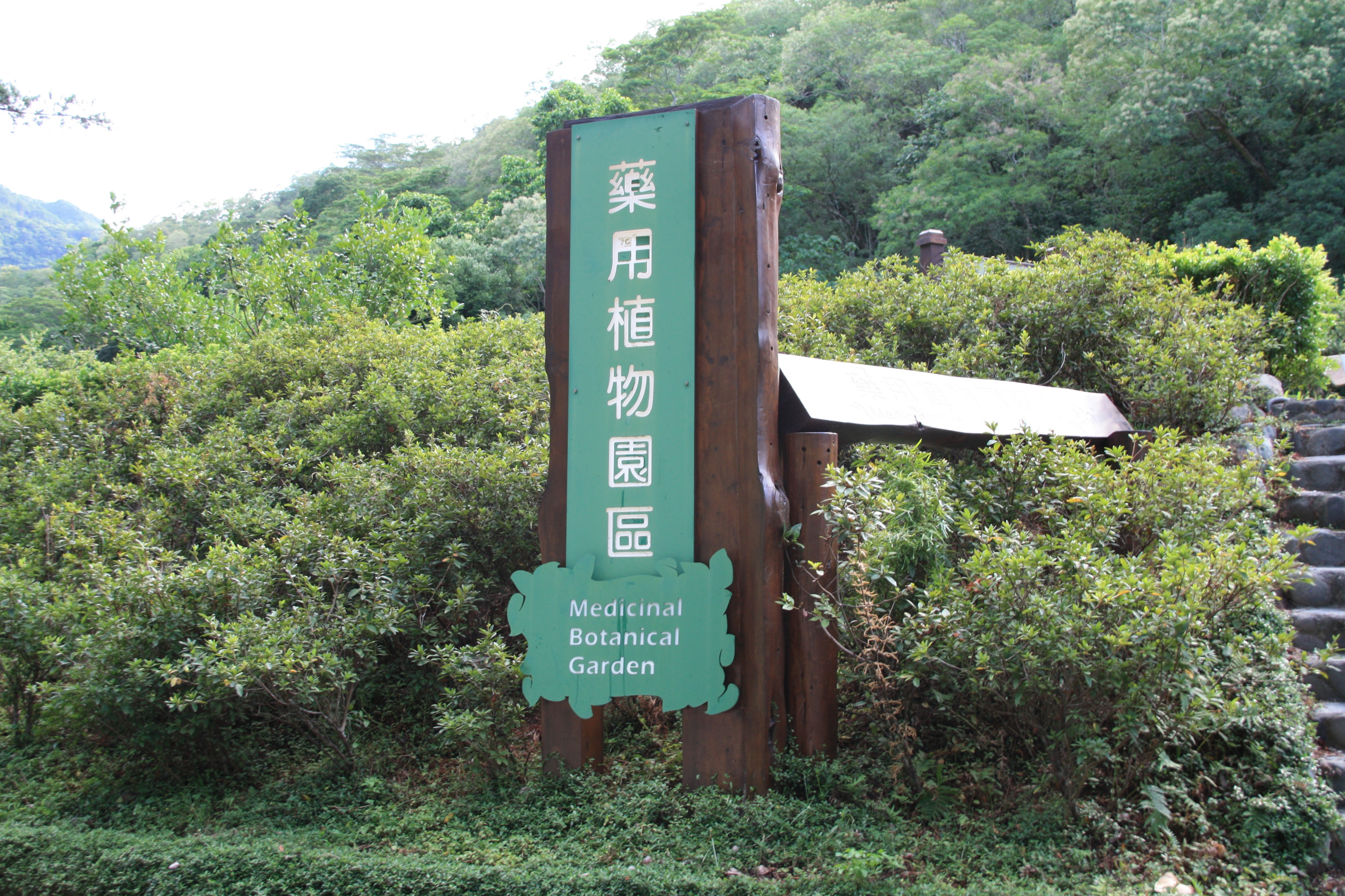
藥用植物園區

## 資料來源
1. 1 2  . 行政院農業委員會林務局臺灣山林悠遊網. （原始内容存档于2019-04-22） （中文（臺灣））.
2. 1 2 3  . 行政院農業委員會農業易遊網. （原始内容存档于2021-04-19） （中文（臺灣））.
3. 1 2 3 4 5   (PDF). 行政院環保署環境保護人員訓練所. 2015-10-05  [2019-04-06]. （原始内容存档 (PDF)于2020-09-22） （中文（臺灣））.
4. 1 2 3  . 行政院環保署環境保護人員訓練所. 2015-10-05  [2019-04-06]. （原始内容存档于2019-04-06） （中文（臺灣））.
5. ↑  . 臺東縣政府. 2015-06-25  [2019-04-06] （中文（臺灣））.[]
6. 1 2  楊均典. . ETtoday新聞雲. 2019-02-19  [2019-04-06]. （原始内容存档于2019-04-06） （中文（臺灣））.
7. ↑  . Yahoo新聞. 2019-02-22  [2019-04-06]. （原始内容存档于2019-04-06） （中文（臺灣））.

## 外部連結
- 知本自然教育中心 - 台灣山林悠遊網 （页面存档备份，存于）（繁體中文）
- 旅遊資訊 - 自然教育中心 - 知本自然教育中心 （页面存档备份，存于）
- 知本自然教育中心的Facebook專頁